# Sexdrega socken
Sexdrega socken i Västergötland ingick i Kinds härad, ingår sedan 1971 i Svenljunga kommun och motsvarar från 2016 Sexdrega distrikt.
Socknens areal är 86,35 kvadratkilometer varav 83,40 land. År 2000 fanns här 1 258 invånare.  Tätorten Sexdrega med sockenkyrkan Sexdrega kyrka ligger i socknen. 

## Administrativ historik
Socknen har medeltida ursprung. 
Vid kommunreformen 1862 övergick socknens ansvar för de kyrkliga frågorna till Sexdrega församling och för de borgerliga frågorna bildades Sexdrega landskommun. Landskommunen uppgick 1952 i Lysjö landskommun som 1971 upplöstes då denna del uppgick  i Svenljunga kommun. Församlingen utökades 2006.
1 januari 2016 inrättades distriktet Sexdrega, med samma omfattning som församlingen hade 1999/2000.  
Socknen har tillhört län, fögderier, tingslag och domsagor enligt vad som beskrivs i artikeln Kinds härad. De indelta soldaterna tillhörde Älvsborgs regemente, Norra Kinds kompani.

## Geografi
Sexdrega socken ligger sydost om Borås kring Ätran. Socknen har odlingsbygd utmed ån och är i övrigt en kuperad skogsbygd.

## Fornlämningar
Boplatser och en hällkista från stenåldern är funna. Från bronsåldern finns gravrösen. Från järnåldern finns gravfält med domarringar och resta stenar.

## Namnet
Namnet skrevs 1314 Sexdräghum och kommer från kyrkbyn. Tolkningen är oviss och kan möjligen syfta på sex platser för notdragning.